# ستيفن إم. غودمان
ستيفن إم. غودمان (بالإنجليزية: Steven Goodman)‏ هو عالم طيور وعالم أحياء أمريكي، ولد في 3 أغسطس 1957.